# Łukasz Ciepliński
Łukasz Konrad Ciepliński ps. Pług, Ostrowski, Ludwik, Apk, Grzmot, Bogdan (ur. 26 listopada 1913 w Kwilczu, zm. 1 marca 1951 w Warszawie) – podpułkownik piechoty Wojska Polskiego (w 2013 r. awansowany pośmiertnie do stopnia pułkownika), żołnierz Organizacji Orła Białego, ZWZ-AK oraz NIE i DSZ, prezes IV Komendy Zrzeszenia Wolność i Niezawisłość, kawaler Orderu Orła Białego.

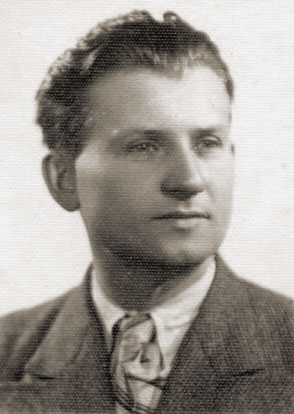
Łukasz Ciepliński

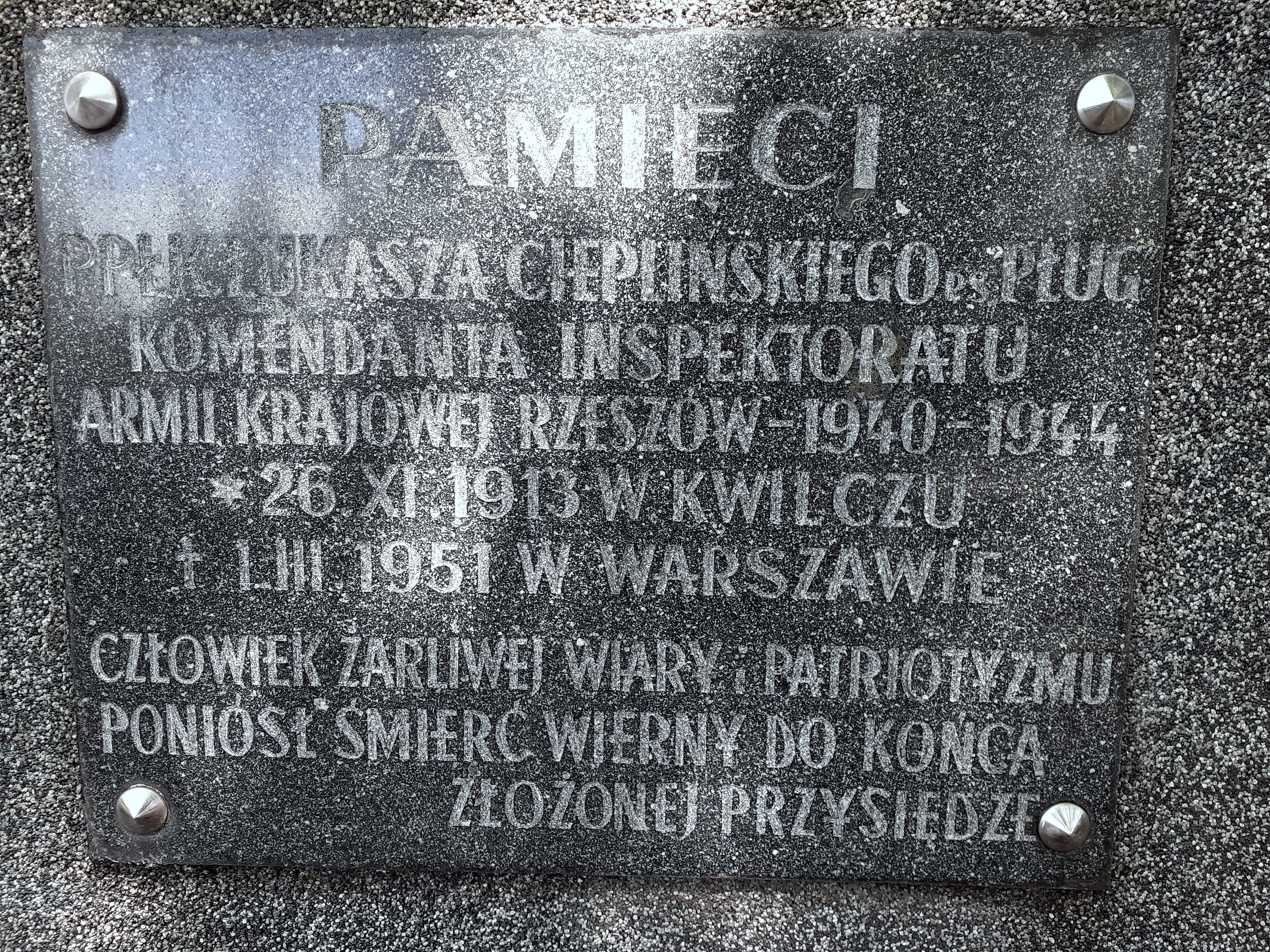
Symboliczna tablica upamiętniająca Łukasza Cieplińskiego na grobowcu żony i syna

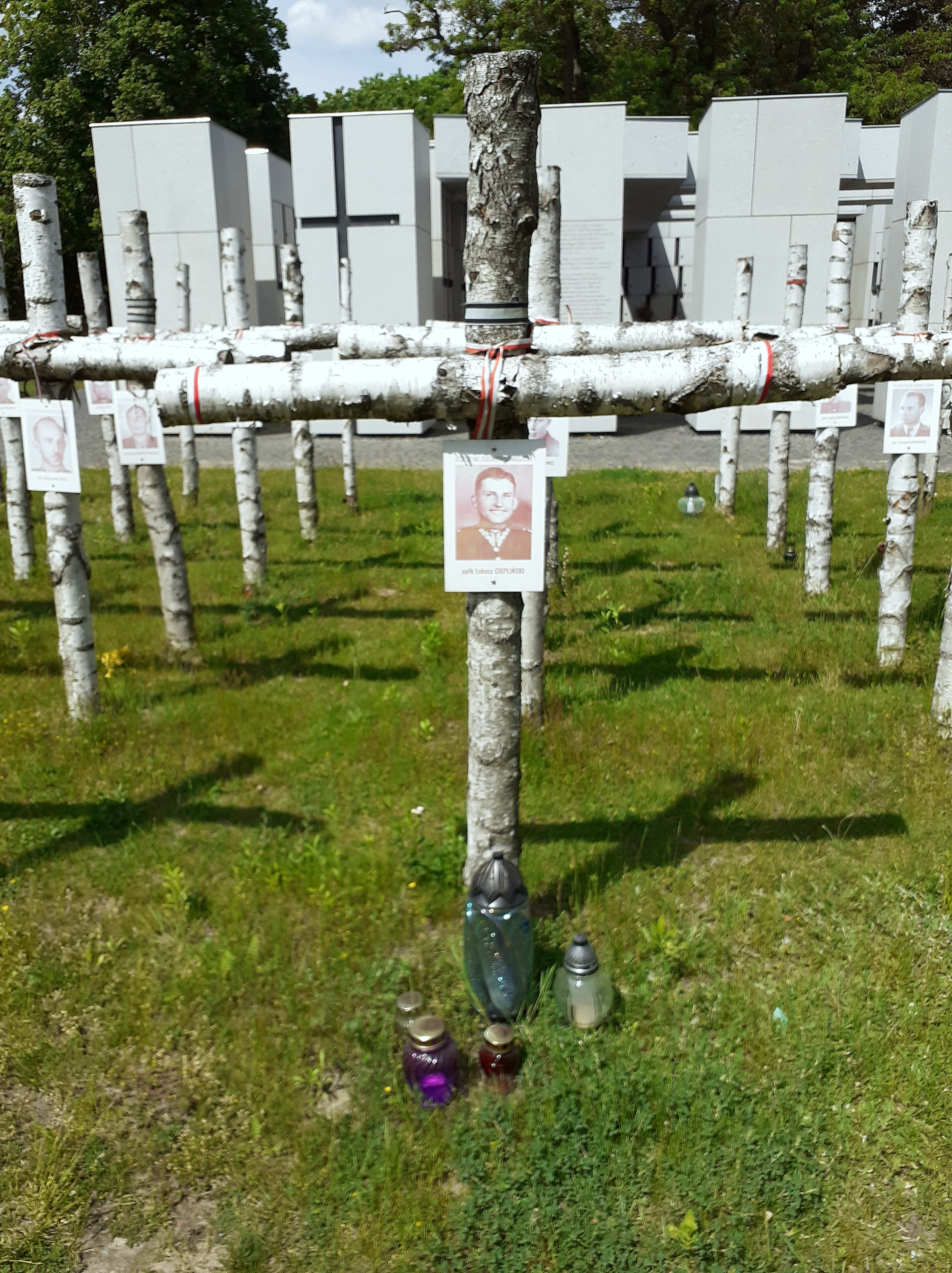
Symboliczny krzyż w kwaterze na Łączce

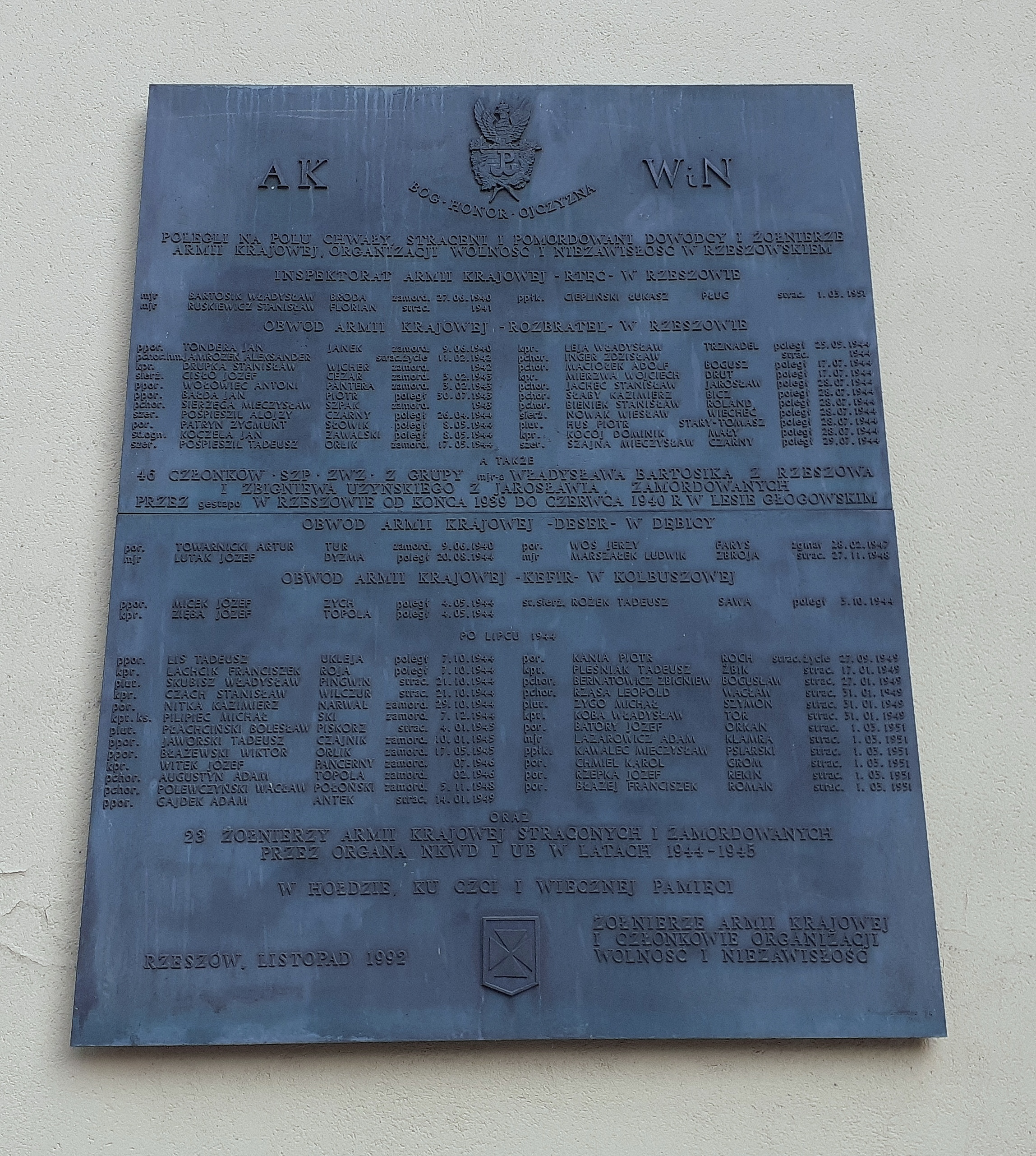
Tablica na bazylice Wniebowzięcia Najświętszej Maryi Panny w Rzeszowie upamiętniająca członków AK i WiN, wśród których wymieniony został ppłk Łukasz Ciepliński

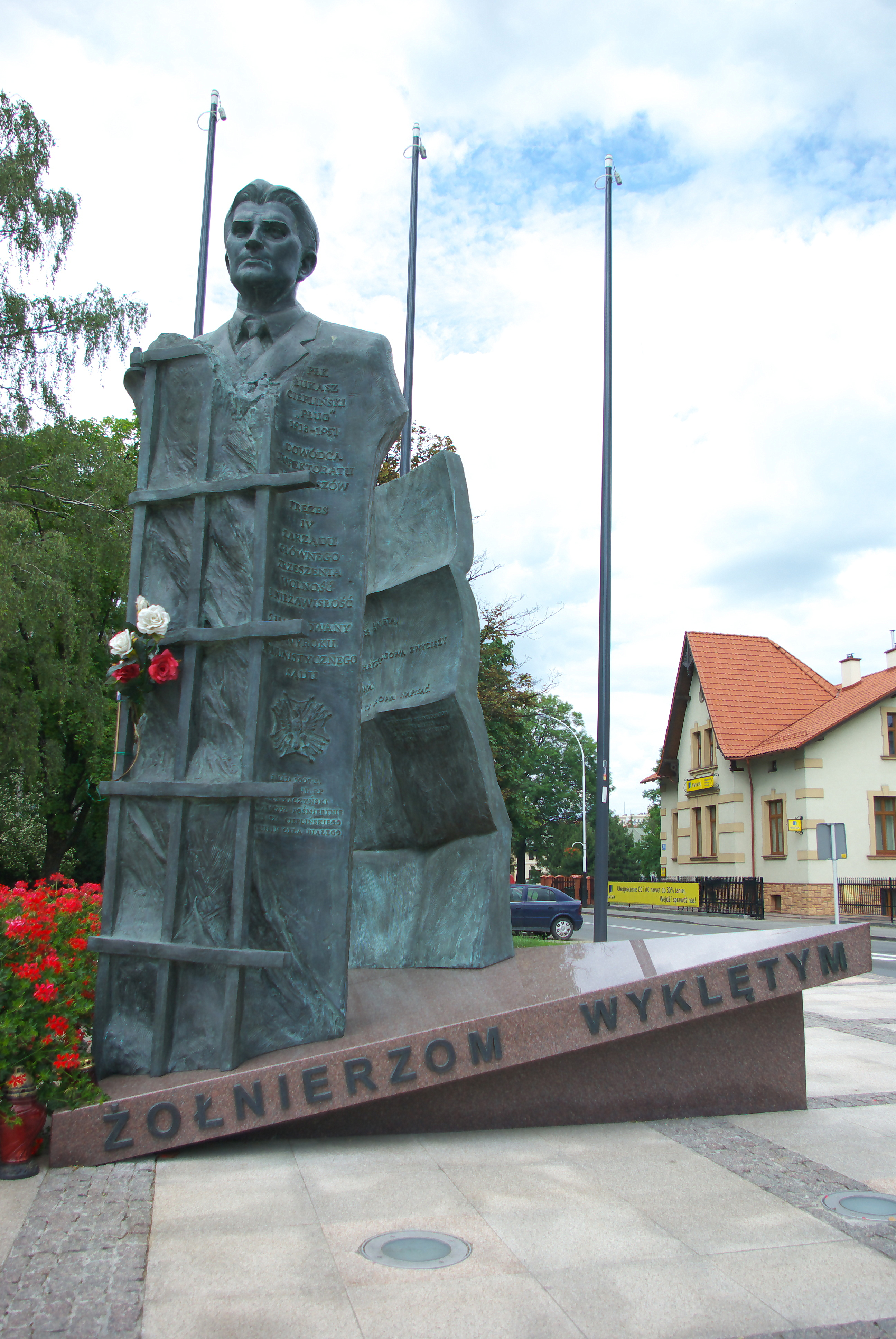
Monument Łukasza Cieplińskiego w strukturze Pomnika Żołnierzy Wyklętych w Rzeszowie

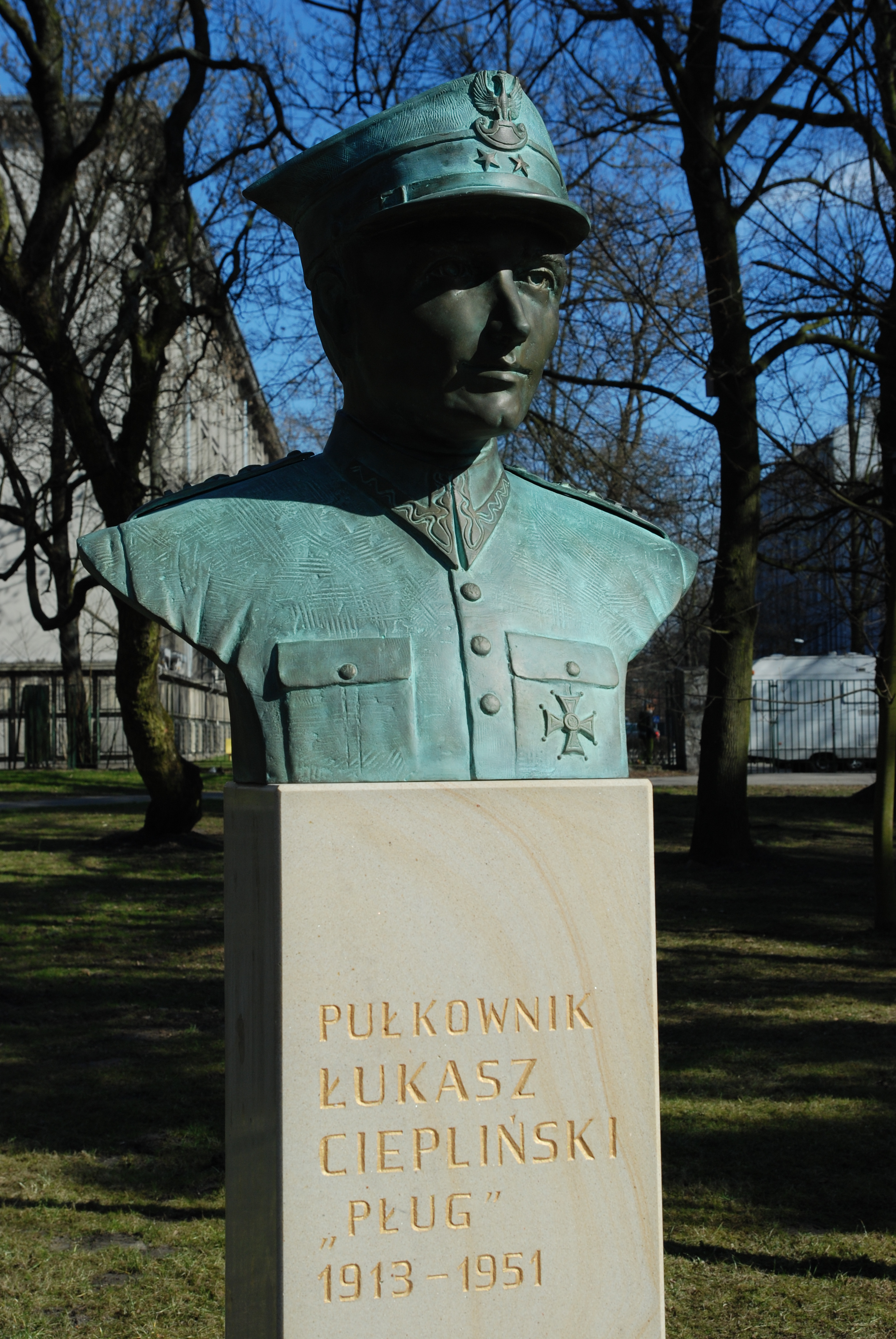
Popiersie Łukasza Cieplińskiego w Parku Jordana w Krakowie

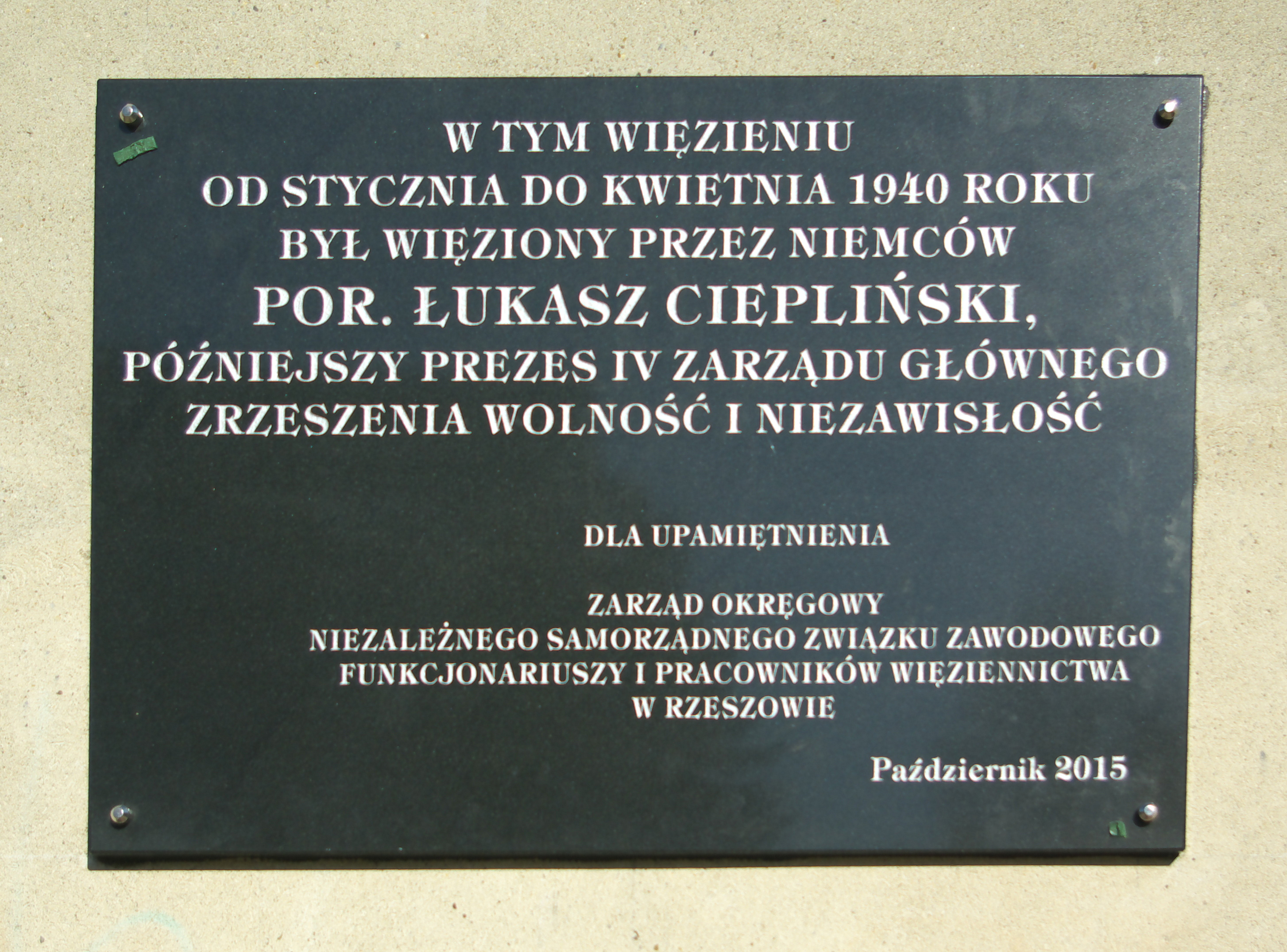
Tablica upamiętniająca uwięzienie por. Cieplińskiego w Sanoku

## Życiorys
Urodził się 26 listopada 1913 w rodzinie o tradycjach patriotycznych. Jego rodzicami byli Franciszek i Maria z domu Kaczmarek. Rodzina była dobrze sytuowana, bowiem ojciec prowadził w Kwilczu piekarnię i sklep kolonialny. Udzielał się również społecznie jako długoletni członek zarządu tamtejszego Banku Ludowego. Rodzice wychowywali dzieci w duchu patriotyzmu, obaj starsi bracia Łukasza, Stanisław i Antoni, wzięli udział w powstaniu wielkopolskim. Stanisław brał również udział w wojnie polsko-bolszewickiej, Antoni zaś po zakończonej kampanii wrześniowej znalazł się w obozie jenieckim w ZSRR, skąd wraz z armią gen. Władysława Andersa przedostał się na Bliski Wschód i następnie walczył w 1 Dywizji Pancernej gen. Stanisława Maczka. Siostra, Franciszka, wyszła za Antoniego Rugego, dekoratora (brata Tadeusza, ostatniego przedwojennego prezydenta Poznania).
Po ukończeniu szkoły powszechnej Ciepliński uczęszczał do Korpusu Kadetów nr 3 w Rawiczu. W latach 1934–1936 był słuchaczem Szkoły Podchorążych Piechoty w Komorowie-Ostrowi Mazowieckiej, którą ukończył w stopniu podporucznika (awans z 15 października 1936 z 84. lokatą). Od 1936 służył w 62 pułku piechoty w Bydgoszczy.
Po wybuchu II wojny światowej w szeregach tej jednostki uczestniczył w wojnie obronnej 1939 jako dowódca kompanii przeciwpancernej. Walczył w bitwie nad Bzurą i w Puszczy Kampinoskiej podczas przebijania się do oblężonej Warszawy. Wyróżnił się w walkach pod Witkowicami, gdzie z działka przeciwpancernego zniszczył w pojedynkę sześć niemieckich czołgów i dwa wozy dowódcze. Został za ten wyczyn odznaczony osobiście Orderem Virtuti Militari V klasy przez gen. Tadeusza Kutrzebę (generał odpiął dla niego order od swojego munduru podczas bitwy) oraz awansowany do stopnia porucznika. Z resztkami swojego pułku przedarł się do stolicy i brał udział w jej obronie. Po kapitulacji 28 września 1939 nie poszedł do niewoli. Symulując leczenie rany w Szpitalu Ujazdowskim, wyrobił dokumenty na fałszywe nazwisko cywilne. Pozostawiwszy mundur i order w domu siostry w Warszawie, 24 lub 25 października 1939 wyruszył ze swoim wrześniowym dowódcą, pochodzącym z Błażowej ppłk. Kazimierzem Heilmanem-Rawiczem, jako jego adiutant przez Lublin do Rzeszowa. 
Od listopada 1939 zajmował się z ramienia Heilmana-Rawicza tworzeniem struktur rzeszowskiego rejonu organizacyjnego Podokręgu Rzeszów Organizacji Orła Białego, a także organizowaniem łączności kurierskiej z polską placówką rządową na Węgrzech. Nawiązał kontakty ze swoimi głównymi współpracownikami w konspiracji, Edwardem Brydakiem, Janem Geroniem i Władysławem Pańczakiem. 16 lub 17 grudnia 1939 celem zorganizowania trasy przerzutowej z ZSRR do Niemiec przedostał się wraz z Kazimierzem Heilmanem-Rawiczem, jego synem Janem, por. Lucjanem Kühnem i ppor. Zygmuntem Pawłowiczem (współorganizatorami Podokręgu OOB Rzeszów) koleją oraz marszem przez Nowosielce, Bukowsko i Użhorod do polskiej Wojskowej Bazy Wywiadowczo-Łącznikowej nr 1 „Romek” przy ul. Donati 12 w Budapeszcie, docierając tam 25 grudnia. Złożył raport z sytuacji w kraju komendantowi bazy płk. dypl. Alfredowi Krajewskiemu i otrzymał skierowanie do służby w Związku Walki Zbrojnej. Po przeszkoleniu, odprawie z Krajewskim i przyjęciu ładunku (walizki z pieniędzmi i tajnej poczty, w tym mikrofilmów z instrukcjami pracy podziemnej) wyruszył 13 stycznia 1940 w drogę powrotną do Polski. Zatrzymany w strefie przygranicznej przez Królewską Żandarmerię Węgierską, zbiegł wraz z towarzyszami z transportu w Użhorodzie, po czym zdeponował pieniądze w leśniczówce w Cisnej. 16 stycznia został na skutek zdrady ponownie aresztowany w Baligrodzie przez Ukraińską Policję Pomocniczą. Według późniejszych relacji miał zniszczyć pocztę korzystając z nieuwagi policjantów. Pojmany pod fikcyjną tożsamością Jana Pawlity, kupca ze Stryja, Ciepliński został osadzony w więzieniu w Sanoku i był przesłuchiwany przez referat Policji Granicznej (Grenzpolizei) Gestapo. 9 maja 1940 zbiegł podczas robót na terenie miasta (według innej wersji został wykupiony przez Oskara Schmidta) i po kilku dniach dotarł do Rzeszowa.
Po złożeniu raportu z wyprawy na Węgry Komendzie Okręgu ZWZ w Krakowie został na przełomie maja i czerwca 1940 mianowany komendantem Obwodu ZWZ Rzeszów i przystąpił do organizowania sztabu i struktury terenowej Obwodu, szczególnie w powiatach rzeszowskim i dębickim. W tym czasie otrzymał awans do stopnia kapitana. Posługiwał się tożsamością Lecha Zielińskiego, kupca wysiedlonego z Wielkopolski i zameldowanego w domu Jana Geronia przy ul. Borelowskiego 7 na Ruskiej Wsi w Rzeszowie. W działalności tajnej i oficjalnej korzystał m.in. z domu Osypków w Staromieściu, domu Sicińskich przy ul. Sobieskiego 11 i mieszkania Marii Czech przy ul. Jagiellońskiej w Rzeszowie. Uzyskał fikcyjne zatrudnienie jako ogrodnik w staromiejskim majątku ziemskim Jana Jędrzejowicza (zm. 1942), a także w zakładzie ogrodniczym Franciszka Stafieja przy ul. Sobieskiego, co służyło mu za przykrywkę wobec okupacyjnych władz niemieckich. 
Od czerwca 1941 stał na czele Inspektoratu Rejonowego ZWZ-Podokręg Rzeszów AK, gdzie podlegało mu ok. 15 tys. członków konspiracji. Dowodził Podokręgiem aż do lutego 1945, brał udział w wielu akcjach bojowych na obszarze powiatów Rzeszów, Dębica, Kolbuszowa. Jego adiutantem był Mieczysław Wałęga. Doprowadził do doskonałego zorganizowania struktur wywiadu i kontrwywiadu, które zlikwidowały łącznie ok. 300 konfidentów Gestapo i kolaborantów. Sukcesem jego podwładnych było przechwycenie części pocisków V-1 i V-2 wiosną 1944 oraz wykrycie tajnej kwatery Adolfa Hitlera w tunelach kolejowych w Stępinie i Strzyżowie (Anlage Süd). Przyczynił się do uruchomienia na Rzeszowszczyźnie konspiracyjnej fabryki broni. W międzyczasie awansował do stopnia majora (1944; ze starszeństwem z 1 stycznia 1945). W lutym 1944 przeprowadził antyukraińską akcję „Wet za wet”, a w maju 1944 akcję „Kośba” – likwidację funkcjonariuszy hitlerowskich na swoim terenie. Nosił wówczas ps. Pług. Prowadził ascetyczny tryb życia, odznaczał się wyjątkową pobożnością.
W ramach akcji „Burza” jego oddziały zorganizowane w 39 pułk piechoty Strzelców Lwowskich AK 2 sierpnia 1944 brały udział w przejmowaniu Rzeszowa z rąk niemieckich. W połowie sierpnia wobec nakazu radzieckiego komendanta wojskowego o złożeniu broni przez AK zdecydował o zejściu w konspirację. Był przeciwny ujawnianiu się żołnierzy AK i wstępowaniu do LWP – wydał rozkaz o bojkocie mobilizacji. W nocy z 7 na 8 października 1944 podjął nieudaną próbę odbicia 400 akowców więzionych przez NKWD na Zamku Rzeszowskim. 
W styczniu 1945 został przeniesiony do sztabu Okręgu Krakowskiego AK. Tam współorganizował organizację NIE, zostając w lutym tego roku inspektorem rejonowym NIE, szefem sztabu Okręgu najpierw w NIE, a następnie w Delegaturze Sił Zbrojnych na Kraj. Z jego rozkazu w nocy z 21 na 22 lutego 1945 patrole Franciszka Rejmana ps. Bicz, Wojciecha Kocana ps. Mak, Bronisława Migały ps. Mauser i Tadeusza Dziedzica ps. Grusza dokonały w Zgłobniu zabójstwa miejscowych działaczy Polskiej Partii Robotniczej, przewodniczących Komisji Reformy Rolnej parcelującej zgłobieński majątek na mocy dekretu Polskiego Komitetu Wyzwolenia Narodowego o reformie rolnej: Jana i Stefanii Kurców, Wojciecha Kawy oraz Wojciecha i Wiktorii Antosów.
Następnie Ciepliński związał się ze Zrzeszeniem Wolność i Niezawisłość. We wrześniu 1945 został prezesem Okręgu Krakowskiego WiN, a w grudniu tego roku komendantem Obszaru Południowego. Po rozbiciu przez Urząd Bezpieczeństwa III Zarządu Głównego WiN i aresztowaniu Wincentego Kwiecińskiego, w styczniu 1947 utworzył IV Zarząd Główny WiN. Przeniósł siedzibę Zrzeszenia z Krakowa do Zabrza. Za jego kierownictwa osłabiona organizacja rozwijała głównie działalność wywiadowczą i propagandową, m.in. utworzono ekspozytury zagraniczne w Londynie, Paryżu, Berlinie, Monachium i Rzymie. Występował wówczas pod pseudonimami Ostrowski i Ludwik. To on, jak piszą historycy, „wprowadza WiN na najwyższy szczebel w historii jego istnienia, tak pod względem organizacyjnym, jak i ideowym”. 28 listopada 1947 został aresztowany w Zabrzu przez funkcjonariuszy UB. Zawierzył obietnicom oficerów UB o ogłoszeniu „cichej amnestii” dla jego podkomendnych i ujawnił kontakty organizacyjne i swoich współpracowników. Dla ratowania aresztowanych w czasie likwidacji IV zarządu WiN 2,5 tysiąca podkomendnych i doprowadzenia do ich amnestionowania początkowo zgodził się na udział w „grze wywiadowczej” z wywiadami państw zachodnich; gdy jednak zorientował się, że MBP nie ma zamiaru dotrzymywać umowy, wycofał się z niej, podpisując tym samym na siebie wyrok śmierci.
Brutalne i okrutne śledztwo wobec podpułkownika Łukasza Cieplińskiego i jego współpracowników trwało aż trzy lata i było prowadzone pod bezpośrednim nadzorem NKWD. Był przetrzymywany w warszawskim więzieniu mokotowskim. Zachowały się grypsy więzienne adresowane do rodziny w ostatnich miesiącach życia Łukasza Cieplińskiego. Pisał je ołówkiem chemicznym na dwóch stronach bibułki, którą skręcał i wciskał w szwy chusteczki sporządzonej z więziennego prześcieradła, następnie przemycanej do krewnych. Ta chusteczka trafiła do adresatów i dziś jest najcenniejszą pamiątką rodziny. W jednym z grypsów pisał do żony:

Kochana Wisiu! Jeszcze żyję, chociaż są to prawdopodobnie już ostatnie dla mnie dni. Siedzę z oficerem gestapo. Oni otrzymują listy, a ja nie. A tak bardzo chciałbym otrzymać chociaż parę słów Twoją ręką napisanych (...). Ten ból składam u stóp Boga i Polski (...). Bogu dziękuję za to, że mogę umierać za Jego wiarę świętą, za moją Ojczyznę i za to, że dał mi taką żonę i wielkie szczęście rodzinne.
Tak o nim mówił podczas rozprawy IV prezes WiN:

W czasie śledztwa leżałem skatowany w kałuży własnej krwi. Mój stan psychiczny był w tych warunkach taki, że nie mogłem sobie zdawać sprawy z tego, co pisał oficer śledczy.
Jednym z przesłuchujących go był Jerzy Kędziora.
Rozprawa odbyła się w październiku 1950 przed Wojskowym Sądem Rejonowym w Warszawie. Przed stalinowskim sądem mówił:

Staję przed zarzutem zdrady narodu polskiego, a przecież już w młodości życie moje Polsce ofiarowałem i dla niej chciałem pracować. Dla mnie sprawa polska była największą świętością.
Prasa komunistyczna pisała natomiast: „Historia zdrady narodowej... szpiedzy na żołdzie amerykańskim ... Współpracowali z Mikołajczykiem i kardynałem Hlondem...”. 14 października ppłk Łukasz Ciepliński został skazany na 5-krotną karę śmierci oraz 30 lat więzienia (wraz z nim było sądzonych i skazanych na karę śmierci Sr.1099/50 przez WSR na podstawie 86 § 1,2 KKWP 7 Dekretu sześciu jego współpracowników: Józef Batory, Franciszek Błażej, Karol Chmiel, Mieczysław Kawalec, Adam Lazarowicz, Józef Rzepka); ława pod przewodnictwem płk. Aleksandra Wareckiego. Przed śmiercią Łukasz Ciepliński powiedział współwięźniowi, że będzie trzymał w ustach medalik i po tym będzie można odnaleźć jego zwłoki. Wyrok śmierci został wykonany 1 marca 1951, Łukasz Ciepliński został zabity strzałem w tył głowy w piwnicy pomieszczeń gospodarczych więzienia UB na Mokotowie w Warszawie. Według współwięźniów wszyscy oskarżeni w procesie zostali straceni tego samego dnia, choć w aktach znajdują się dwie daty: 1 marca i 1 czerwca. Protokół wykonania egzekucji podpisali: naczelnik więzienia mokotowskiego mjr Alojzy Grabicki, prokurator mjr Arnold Rak, kpt. lekarz Kazimierz Jezierski, oraz wykonawca, st. sierż. Aleksander Drej.
Miejsce pochówku Łukasza Cieplińskiego nie jest znane.

## Ordery i odznaczenia
- Order Orła Białego – 2007 pośmiertnie odznaczony przez Prezydenta RP Lecha Kaczyńskiego[28][29]
- Krzyż Srebrny Orderu Wojennego Virtuti Militari
- Krzyż Walecznych

## Upamiętnienie
Łukasz Ciepliński został symbolicznie upamiętniony na grobowcu swojej żony Jadwigi (1908–1990) i syna Andrzeja (1947–1972) na Cmentarzu Pobitno w Rzeszowie.
Grób symboliczny Łukasza Cieplińskiego został ustanowiony na Cmentarzu Wojskowym na Powązkach w Warszawie w Kwaterze „Na Łączce”.
W 1991 Światowy Związek Żołnierzy Armii Krajowej, Oddział i Okręg w Rzeszowie zwrócił się z prośbą do bp. Ignacego Tokarczuka, ordynariusza diecezji przemyskiej, o wszczęcie diecezjalnego procesu informacyjnego dla ustalenia cnót, świętości życia, męczeńskiej z niego ofiary.
Tablice upamiętniające Łukasza Cieplińskiego znajdują się w rodzinnym Kwilczu (z 1991) i Rzeszowie: na domu przy ul. Partyzantów, gdzie mieszkał, tablica pamiątkowa na ścianie kościoła św. Józefa, gdzie płk Ciepliński zawarł związek małżeński, przy tej tablicy odbywają się cykliczne uroczystości patriotyczne, na bazylice Wniebowzięcia Najświętszej Maryi Panny w Rzeszowie (gdzie upamiętniono zbiorowo członków AK i WiN). Przy moście na Bzurze w Witkowicach znajduje się tablica upamiętniająca bohaterskie czyny Łukasza Cieplińskiego podczas bitwy nad Bzurą we wrześniu 1939. 28 października 2015 na murze południowym zewnętrznym zabudowań aresztu śledczego w Sanoku została odsłonięta tablica upamiętniająca Łukasza Cieplińskiego, osadzonego w sanockim więzieniu podczas II wojny światowej. Inskrypcja brzmi: W tym więzieniu od stycznia do kwietnia 1940 był więziony przez Niemców por. Łukasz Ciepliński, późniejszy prezes IV zarządu Głównego Zrzeszenia Wolność i Niezawisłość. Dla upamiętnienia Zarząd Okręgowy Niezależnego Samorządnego Związku Zawodowego Funkcjonariuszy i Pracowników Więziennictwa w Rzeszowie. Października 2015.
Łukasz Ciepliński został patronem Szkoły Podstawowej nr 28 w Rzeszowie. Jego nazwiskiem nazwano ulice w Rzeszowie i Krakowie (1991).
W 2011 dzień 1 marca został ustanowiony Narodowym Dniem Pamięci „Żołnierzy Wyklętych”, w rocznicę wykonania wyroku śmierci na siedmiu członkach IV Zarządu Głównego Zrzeszenia „Wolność i Niezawisłość”, w tym na Łukaszu Cieplińskim.
1 marca 2013, w ramach obchodów Narodowego Dnia Pamięci Żołnierzy Wyklętych minister obrony narodowej Tomasz Siemoniak mianował pośmiertnie Łukasza Cieplińskiego pułkownikiem.
17 listopada 2013, kilka dni przed setną rocznicą urodzin Łukasza Cieplińskiego, został odsłonięty Pomnik Żołnierzy Wyklętych w Rzeszowie, którego główną część stanowi monument upamiętniający Łukasza Cieplińskiego. Projekt stworzył i pomnik wykonał prof. Karol Badyna. Ponadto tworzą go popiersia sześciu członków WiN (Adam Lazarowicz, Mieczysław Kawalec, Józef Batory, Franciszek Błażej, Józef Rzepka, Karol Chmiel).
W 2013 byli żołnierze AK z Rzeszowszczyzny zainicjowali prośbę o rozpoczęcie procesu beatyfikacyjnego Łukasza Cieplińskiego.
1 marca 2015 uroczyście odsłonięto popiersie Łukasza Cieplińskiego w Parku im. Henryka Jordana w Krakowie.
1 marca 2017, w ramach kolejnych obchodów Narodowego Dnia Pamięci „Żołnierzy Wyklętych”, minister obrony narodowej Antoni Macierewicz nadał 3 Podkarpackiej Brygadzie Obrony Terytorialnej imię pułkownika Łukasza Cieplińskiego.
18 lipca 2017 na obozie letnim miano pułkownika otrzymała 60 Krakowska Drużyna Harcerzy „Puszczanie” ZHR.
16 października 2019 Narodowy Bank Polski wyemitował srebrną monetę kolekcjonerską „Wyklęci przez komunistów żołnierze niezłomni – Łukasz Ciepliński Pług”.
1 marca 2021 odsłonięto poświęconą mu tablicę pamiątkową na budynku Komendy Garnizonu w Bydgoszczy, znajdującym się w kompleksie koszarowym 62 pp przy ul. Warszawskiej 10, w którym służył.
1 marca 2021 Poczta Polska upamiętniła go na okolicznościowym znaczku pocztowym.